# Aspliden
Aspliden är en ort,  tidigare småort, i Malå kommun, Västerbottens län. Aspliden ligger söder om Malå. Närmaste tätort är Kristineberg i Lycksele kommun. 2015 hade folkmängden i minskat till under 50 invånare och ortens ställning som småort upphörde.